# Saison 2018-2019 des Hawks d'Atlanta
La saison 2018-2019 des Hawks d'Atlanta est la 69e saison de la franchise en National Basketball Association (NBA) et la 51e saison dans la ville d’Atlanta.

## Draft
Les Hawks d'Atlanta entrent dans la draft 2018 de la NBA avec quatre choix en attendant des éventuels échanges. 
| Tour | Choix | Joueur          | Poste | Nationalité | Provenance            |
| ---- | ----- | --------------- | ----- | ----------- | --------------------- |
| 1    | 3     | Luka Dončić     | G     | Slovénie    | Real Madrid (Espagne) |
| 1    | 19    | Kevin Huerter   | G     | États-Unis  | Terrapins du Maryland |
| 1    | 30    | Omari Spellman  | F     | États-Unis  | Wildcats de Villanova |
| 2    | 34    | Devonte' Graham | G     | États-Unis  | Jayhawks du Kansas    |

## Matchs

### Summer League
| Summer League Total: 3-6 |

| Match | Date match | Équipe      | Score    | Meilleur marqueur | Meilleur rebondeur  | Meilleur passeur | Lieux Spectateurs       | Série |
| ----- | ---------- | ----------- | -------- | ----------------- | ------------------- | ---------------- | ----------------------- | ----- |
| 1     | 2 juillet  | Memphis     | D 88-103 | Tyler Dorsey (18) | Jock Landale (9)    | Tyler Dorsey (4) | Vivint Smart Home Arena | 0 - 1 |
| 2     | 3 juillet  | San Antonio | D 81-103 | John Collins (19) | Jock Landale (8)    | Jaylen Adams (4) | Vivint Smart Home Arena | 0 - 2 |
| 3     | 5 juillet  | Utah        | D 87-92  | Tyler Dorsey (17) | Omari Spellman (10) | Trae Young (7)   | Vivint Smart Home Arena | 0 - 3 |

| Match | Date match | Équipe        | Score     | Meilleur marqueur    | Meilleur rebondeur  | Meilleur passeur  | Lieux Spectateurs    | Série |
| ----- | ---------- | ------------- | --------- | -------------------- | ------------------- | ----------------- | -------------------- | ----- |
| 1     | 7 juillet  | New York      | D 89-91   | John Collins (30)    | Tyler Dorsey (14)   | Trae Young (11)   | Thomas & Mack Center | 0 - 1 |
| 2     | 8 juillet  | Portland      | D 68-85   | John Collins (18)    | John Collins (9)    | Jaylen Adams (4)  | Thomas & Mack Center | 0 - 2 |
| 3     | 10 juillet | Chicago       | V 101-93  | Trae Young (24)      | Omari Spellman (10) | Trae Young (5)    | Cox Pavilion         | 1 - 2 |
| 4     | 11 juillet | Indiana       | V 107-101 | Tyler Dorsey (24)    | Omari Spellman (9)  | Trae Young (8)    | Thomas & Mack Center | 2 - 2 |
| 5     | 12 juillet | Portland      | D 69-95   | Omari Spellman (20)  | Alpha Kaba (8)      | Jaylen Morris (4) | Thomas & Mack Center | 2 - 3 |
| 6     | 13 juillet | L.A. Clippers | V 97-81   | Junior Robinson (20) | Alpha Kaba (15)     | Jaylen Morris (4) | Thomas & Mack Center | 3 - 3 |

### Pré-saison
| Pré-saison Total: 2-3 (Domicile: 2-0; Extérieur: 0-3) |

| Match | Date match  | Équipe              | Score     | Meilleur marqueur    | Meilleur rebondeur | Meilleur passeur   | Lieux Spectateurs       | Série |
| ----- | ----------- | ------------------- | --------- | -------------------- | ------------------ | ------------------ | ----------------------- | ----- |
| 1     | 1er octobre | La Nouvelle-Orléans | V 116-102 | DeAndre' Bembry (20) | Alex Len (8)       | Trae Young (8)     | Hank McCamish Pavilion  | 1 - 0 |
| 2     | 5 octobre   | @ Memphis           | D 110-120 | Tyler Dorsey (18)    | Omari Spellman (9) | Trae Young (5)     | FedEx Forum             | 1 - 1 |
| 3     | 7 octobre   | @ Oklahoma          | D 94-113  | Alex Len (18)        | Omari Spellman (7) | Taurean Prince (4) | Chesapeake Energy Arena | 1 - 2 |
| 4     | 10 octobre  | San Antonio         | V 130-127 | Taurean Prince (25)  | Alex Len (10)      | Trae Young (8)     | Hank McCamish Pavilion  | 2 - 2 |
| 5     | 12 octobre  | @ Miami             | D 113-119 | Jeremy Lin (20)      | Alex Poythress (8) | Trae Young (5)     | American Airlines Arena | 2 - 3 |

### Saison régulière
| Saison régulière Total: 29-53 (Domicile: 17-24; Extérieur: 12-29) |

| Match | Date match | Équipe         | Score     | Meilleur marqueur   | Meilleur rebondeur   | Meilleur passeur    | Lieux                 | Série |
| ----- | ---------- | -------------- | --------- | ------------------- | -------------------- | ------------------- | --------------------- | ----- |
| 1     | 17 octobre | @ New York     | D 107-126 | Taurean Prince (21) | Trois joueurs (6)    | Taurean Prince (6)  | Madison Square Garden | 0 - 1 |
| 2     | 19 octobre | @ Memphis      | D 117-131 | Taurean Prince (28) | Kent Bazemore (8)    | Trae Young (9)      | FedExForum            | 0 - 2 |
| 3     | 21 octobre | @ Cleveland    | V 133-111 | Trae Young (35)     | Alex Len (11)        | Trae Young (11)     | Quicken Loans Arena   | 1 - 2 |
| 4     | 24 octobre | Dallas         | V 111-104 | Kent Bazemore (32)  | DeAndre' Bembry (16) | Kent Bazemore (7)   | State Farm Arena      | 2 - 2 |
| 5     | 27 octobre | Chicago        | D 85-97   | Taurean Prince (16) | Dewayne Dedmon (13)  | Spellman, Young (4) | State Farm Arena      | 2 - 3 |
| 6     | 29 octobre | @ Philadelphie | D 92-113  | Kent Bazemore (18)  | DeAndre' Bembry (7)  | Trae Young (8)      | Wells Fargo Center    | 2 - 4 |
| 7     | 30 octobre | @ Cleveland    | D 114-136 | Trae Young (24)     | Alex Len (9)         | Jeremy Lin (8)      | Quicken Loans Arena   | 2 - 5 |

| Match | Date match   | Équipe          | Score     | Meilleur marqueur   | Meilleur rebondeur  | Meilleur passeur    | Lieux                   | Série  |
| ----- | ------------ | --------------- | --------- | ------------------- | ------------------- | ------------------- | ----------------------- | ------ |
| 8     | 1er novembre | Sacramento      | D 115-146 | Jeremy Lin (23)     | Alex Poythress (8)  | Trae Young (10)     | State Farm Arena        | 2 - 6  |
| 9     | 3 novembre   | Miami           | V 123-118 | Trae Young (24)     | Dewayne Dedmon (7)  | Trae Young (15)     | State Farm Arena        | 3 - 6  |
| 10    | 6 novembre   | @ Charlotte     | D 102-113 | Jeremy Lin (19)     | Bembry, Dedmon (6)  | Trae Young (10)     | Spectrum Center         | 3 - 7  |
| 11    | 7 novembre   | New York        | D 107-112 | Omari Spellman (18) | Omari Spellman (10) | Trae Young (8)      | State Farm Arena        | 3 - 8  |
| 12    | 9 novembre   | Detroit         | D 109-124 | Jeremy Lin (19)     | Omari Spellman (10) | Trae Young (5)      | State Farm Arena        | 3 - 9  |
| 13    | 11 novembre  | @ L.A. Lakers   | D 106-107 | Taurean Prince (23) | Alex Len (11)       | Trae Young (12)     | Staples Center          | 3 - 10 |
| 14    | 13 novembre  | @ Golden State  | D 103-110 | Taurean Prince (22) | Alex Poythress (8)  | Trae Young (9)      | Oracle Arena            | 3 - 11 |
| 15    | 15 novembre  | @ Denver        | D 93-138  | Jeremy Lin (16)     | Omari Spellman (10) | Lin, Young (5)      | Pepsi Center            | 3 - 12 |
| 16    | 17 novembre  | @ Indiana       | D 89-97   | Jeremy Lin (16)     | Dewayne Dedmon (7)  | Trois joueurs (4)   | Bankers Life Fieldhouse | 3 - 13 |
| 17    | 19 novembre  | L.A. Clippers   | D 119-127 | Trae Young (25)     | Dedmon, Len (12)    | Trae Young (17)     | State Farm Arena        | 3 - 14 |
| 18    | 21 novembre  | Toronto         | D 108-124 | Jeremy Lin (26)     | Dewayne Dedmon (7)  | Trae Young (5)      | State Farm Arena        | 3 - 15 |
| 19    | 23 novembre  | Boston          | D 96-114  | Jeremy Lin (19)     | Trois joueurs (7)   | Jeremy Lin (10)     | State Farm Arena        | 3 - 16 |
| 20    | 25 novembre  | Charlotte       | V 124-123 | John Collins (23)   | John Collins (11)   | DeAndre' Bembry (6) | State Farm Arena        | 4 - 16 |
| 21    | 27 novembre  | @ Miami         | V 115-113 | Taurean Prince (18) | Alex Len (7)        | Trae Young (10)     | American Airlines Arena | 5 - 16 |
| 22    | 28 novembre  | @ Charlotte     | D 94-108  | Trae Young (18)     | John Collins (10)   | Trois joueurs (4)   | Spectrum Center         | 5 - 17 |
| 23    | 30 novembre  | @ Oklahoma City | D 109-124 | Collins, Len (19)   | John Collins (11)   | Trae Young (8)      | Chesapeake Energy Arena | 5 - 18 |

| Match | Date match  | Équipe       | Score          | Meilleur marqueur     | Meilleur rebondeur  | Meilleur passeur     | Lieux                    | Série   |
| ----- | ----------- | ------------ | -------------- | --------------------- | ------------------- | -------------------- | ------------------------ | ------- |
| 24    | 3 décembre  | Golden State | D 111-128      | John Collins (24)     | John Collins (11)   | Jeremy Lin (5)       | State Farm Arena         | 5 - 19  |
| 25    | 5 décembre  | Washington   | D 117-131      | John Collins (26)     | John Collins (14)   | Bazemore, Bembry (6) | State Farm Arena         | 5 - 20  |
| 26    | 8 décembre  | Denver       | V 106-98       | John Collins (30)     | John Collins (12)   | Kent Bazemore (8)    | State Farm Arena         | 6 - 20  |
| 27    | 12 décembre | @ Dallas     | D 107-114      | Trae Young (24)       | John Collins (17)   | Trae Young (10)      | American Airlines Center | 6 - 21  |
| 28    | 14 décembre | @ Boston     | D 108-129      | Kevin Huerter (19)    | John Collins (14)   | Kent Bazemore (7)    | TD Garden                | 6 - 22  |
| 29    | 16 décembre | @ Brooklyn   | D 127-144      | John Collins (29)     | Dewayne Dedmon (12) | Trae Young (10)      | Barclays Center          | 6 - 23  |
| 30    | 18 décembre | Washington   | V 118-110      | John Collins (20)     | John Collins (13)   | Trois joueurs (4)    | State Farm Arena         | 7 - 23  |
| 31    | 21 décembre | @ New York   | V 114-107      | Kent Bazemore (22)    | John Collins (16)   | Trae Young (10)      | Madison Square Garden    | 8 - 23  |
| 32    | 23 décembre | @ Détroit    | V 98-95        | Vince Carter (18)     | Alex Len (17)       | Trae Young (6)       | Little Caesars Arena     | 9 - 23  |
| 33    | 26 décembre | Indiana      | D 121-129      | Kent Bazemore (32)    | Dewayne Dedmon (15) | Trae Young (9)       | State Farm Arena         | 9 - 24  |
| 34    | 28 décembre | @ Minnesota  | V 123-120 (OT) | Kent Bazemore (23)    | Dewayne Dedmon (13) | Trae Young (11)      | Target Center            | 10 - 24 |
| 35    | 29 décembre | Cleveland    | V 111-108      | Carter, Young (21)    | John Collins (12)   | Trae Young (9)       | State Farm Arena         | 11 - 24 |
| 36    | 31 décembre | @ Indiana    | V 108-116      | Collins, Huerter (22) | John Collins (16)   | Trae Young (7)       | Bankers Life Fieldhouse  | 11 - 25 |

| Match | Date match | Équipe          | Score     | Meilleur marqueur    | Meilleur rebondeur  | Meilleur passeur    | Lieux              | Série   |
| ----- | ---------- | --------------- | --------- | -------------------- | ------------------- | ------------------- | ------------------ | ------- |
| 37    | 2 janvier  | @ Washington    | D 98-114  | Alex Len (24)        | Alex Len (11)       | Trae Young (9)      | Capital One Arena  | 11 - 26 |
| 38    | 4 janvier  | @ Milwaukee     | D 112-144 | DeAndre' Bembry (19) | Alex Len (8)        | Trae Young (10)     | Fiserv Forum       | 11 - 27 |
| 39    | 6 janvier  | Miami           | V 106-82  | Trae Young (19)      | John Collins (13)   | Kevin Huerter (7)   | State Farm Arena   | 12 - 27 |
| 40    | 8 janvier  | @ Toronto       | D 101-104 | John Collins (21)    | John Collins (14)   | Jeremy Lin (9)      | Scotiabank Arena   | 12 - 28 |
| 41    | 9 janvier  | @ Brooklyn      | D 100-116 | John Collins (30)    | John Collins (14)   | Trae Young (7)      | Barclays Center    | 12 - 29 |
| 42    | 11 janvier | @ Philadelphie  | V 123-121 | Kevin Huerter (29)   | John Collins (9)    | Dewayne Dedmon (7)  | Wells Fargo Center | 13 - 29 |
| 43    | 13 janvier | Milwaukee       | D 114-133 | Trae Young (26)      | John Collins (11)   | Jeremy Lin (5)      | State Farm Arena   | 13 - 30 |
| 44    | 15 janvier | Oklahoma City   | V 142-126 | John Collins (26)    | Alex Len (11)       | Trae Young (11)     | State Farm Arena   | 14 - 30 |
| 45    | 19 janvier | Boston          | D 105-113 | Kevin Huerter (18)   | John Collins (11)   | Huerter, Young (7)  | State Farm Arena   | 14 - 31 |
| 46    | 21 janvier | Orlando         | D 103-122 | Dewayne Dedmon (24)  | John Collins (10)   | DeAndre' Bembry (7) | State Farm Arena   | 14 - 32 |
| 47    | 23 janvier | Chicago         | V 121-101 | John Collins (35)    | Alex Len (10)       | Trae Young (12)     | United Center      | 15 - 32 |
| 48    | 26 janvier | @ Portland      | D 111-120 | Trae Young (30)      | Collins, Prince (6) | Trae Young (8)      | Moda Center        | 15 - 33 |
| 49    | 28 janvier | @ L.A. Clippers | V 123-118 | Trae Young (26)      | Dewayne Dedmon (10) | Trae Young (8)      | Staples Center     | 16 - 33 |
| 50    | 30 janvier | @ Sacramento    | D 113-135 | Trae Young (23)      | Dewayne Dedmon (9)  | Trae Young (8)      | Golden 1 Center    | 16 - 34 |

| Match                  | Date match  | Équipe       | Score     | Meilleur marqueur    | Meilleur rebondeur   | Meilleur passeur   | Lieux                      | Série   |
| ---------------------- | ----------- | ------------ | --------- | -------------------- | -------------------- | ------------------ | -------------------------- | ------- |
| 51                     | 1er février | @ Utah       | D 112-128 | Trae Young (28)      | DeAndre' Bembry (8)  | Trae Young (9)     | Vivint Smart Home Arena    | 16 - 35 |
| 52                     | 2 février   | @ Phoenix    | V 118-112 | John Collins (35)    | John Collins (16)    | Trae Young (8)     | Talking Stick Resort Arena | 17 - 35 |
| 53                     | 4 février   | @ Washington | V 137-129 | Taurean Prince (21)  | John Collins (11)    | Trae Young (10)    | Capital One Arena          | 18 - 35 |
| 54                     | 7 février   | Toronto      | D 101-119 | Prince, Young (19)   | John Collins (12)    | Huerter, Young (5) | State Farm Arena           | 18 - 36 |
| 55                     | 9 février   | Charlotte    | D 120-129 | John Collins (21)    | Dedmon, Len (7)      | Trae Young (11)    | State Farm Arena           | 18 - 37 |
| 56                     | 10 février  | Orlando      | D 108-124 | Alex Len (16)        | Dewayne Dedmon (6)   | Trae Young (7)     | State Farm Arena           | 18 - 38 |
| 57                     | 12 février  | L.A. Lakers  | V 117-113 | Collins, Young (22)  | John Collins (8)     | Trae Young (14)    | State Farm Arena           | 19 - 38 |
| 58                     | 14 février  | New York     | D 91-106  | Dewayne Dedmon (21)  | Omari Spellman (9)   | Trae Young (11)    | State Farm Arena           | 19 - 39 |
| NBA All-Star Game 2019 |             |              |           |                      |                      |                    |                            |         |
| 59                     | 22 février  | Détroit      | D 122-125 | Trae Young (30)      | Dewayne Dedmon (11)  | Trae Young (10)    | State Farm Arena           | 19 - 40 |
| 60                     | 23 février  | Phoenix      | V 120-112 | Bazemore, Young (23) | John Collins (14)    | Trae Young (8)     | State Farm Arena           | 20 - 40 |
| 61                     | 25 février  | @ Houston    | D 111-119 | Trae Young (36)      | John Collins (12)    | Trae Young (8)     | Toyota Center              | 20 - 41 |
| 62                     | 27 février  | Minnesota    | V 131-123 | Trae Young (36)      | DeAndre' Bembry (14) | Trae Young (10)    | State Farm Arena           | 21 - 41 |

| Match | Date match | Équipe                | Score           | Meilleur marqueur    | Meilleur rebondeur     | Meilleur passeur    | Lieux                   | Série   |
| ----- | ---------- | --------------------- | --------------- | -------------------- | ---------------------- | ------------------- | ----------------------- | ------- |
| 63    | 1er mars   | Chicago               | D 161-168 (4OT) | Trae Young (49)      | Dewayne Dedmon (12)    | Trae Young (16)     | State Farm Arena        | 21 - 42 |
| 64    | 3 mars     | @ Chicago             | V 123-118       | Alex Len (28)        | Dewayne Dedmon (12)    | DeAndre' Bembry (7) | United Center           | 22 - 42 |
| 65    | 4 mars     | @ Miami               | D 113-114       | Vince Carter (21)    | Kent Bazemore (7)      | Trae Young (8)      | American Airlines Arena | 22 - 43 |
| 66    | 6 mars     | San Antonio           | D 104-111       | Trae Young (22)      | John Collins (10)      | Kevin Huerter (5)   | State Farm Arena        | 22 - 44 |
| 67    | 9 mars     | Brooklyn              | D 112-114       | John Collins (33)    | John Collins (20)      | Trae Young (11)     | State Farm Arena        | 22 - 45 |
| 68    | 10 mars    | La Nouvelle-Orléans   | V 128-116       | Kevin Huerter (27)   | John Collins (10)      | Trae Young (10)     | State Farm Arena        | 23 - 45 |
| 69    | 13 mars    | Memphis               | V 132-111       | John Collins (27)    | John Collins (12)      | Trae Young (8)      | State Farm Arena        | 24 - 45 |
| 70    | 16 mars    | @ Boston              | D 120-129       | Trae Young (26)      | Dewayne Dedmon (13)    | John Collins (6)    | TD Garden               | 24 - 46 |
| 71    | 17 mars    | @ Orlando             | D 91-101        | Trae Young (20)      | Dewayne Dedmon (14)    | Trae Young (5)      | Amway Center            | 24 - 47 |
| 72    | 19 mars    | Houston               | D 105-121       | Trae Young (21)      | John Collins (10)      | Trae Young (12)     | State Farm Arena        | 24 - 48 |
| 73    | 21 mars    | Utah                  | V 117-114       | Trae Young (23)      | Dewayne Dedmon (9)     | Trae Young (11)     | State Farm Arena        | 25 - 48 |
| 74    | 23 mars    | Philadelphie          | V 129-127       | Trae Young (32)      | John Collins (9)       | Trae Young (11)     | State Farm Arena        | 26 - 48 |
| 75    | 26 mars    | @ La Nouvelle-Orléans | V 130-120       | Trae Young (33)      | Dewayne Dedmon (9)     | Trae Young (12)     | Smoothie King Center    | 27 - 48 |
| 76    | 29 mars    | Portland              | D 98-118        | Trae Young (26)      | Trae Young (9)         | Trae Young (7)      | State Farm Arena        | 27 - 49 |
| 77    | 31 mars    | Milwaukee             | V 136-135 (OT)  | Justin Anderson (24) | Anderson, Collins (12) | Trae Young (16)     | State Farm Arena        | 28 - 49 |

| Match | Date match | Équipe        | Score     | Meilleur marqueur  | Meilleur rebondeur   | Meilleur passeur  | Lieux            | Série   |
| ----- | ---------- | ------------- | --------- | ------------------ | -------------------- | ----------------- | ---------------- | ------- |
| 78    | 2 avril    | @ San Antonio | D 111-117 | Kent Bazemore (26) | Deyonta Davis (10)   | Jaylen Adams (7)  | AT&T Center      | 28 - 50 |
| 79    | 3 avril    | Philadelphie  | V 130-122 | Trae Young (33)    | John Collins (8)     | Trae Young (12)   | State Farm Arena | 29 - 50 |
| 80    | 5 avril    | @ Orlando     | D 113-149 | Trae Young (22)    | DeAndre' Bembry (10) | Trae Young (6)    | Amway Center     | 29 - 51 |
| 81    | 7 avril    | @ Milwaukee   | D 107-115 | Alex Len (33)      | Vince Carter (9)     | Kevin Huerter (6) | Fiserv Forum     | 29 - 52 |
| 82    | 10 avril   | Indiana       | D 134-135 | Trae Young (23)    | John Collins (25)    | Trae Young (11)   | State Farm Arena | 29 - 53 |

### Confrontations en saison régulière
| Conférence Est      | Conférence Est                            | Conférence Est                            | Conférence Est                            | Conférence Est                            | Conférence Ouest                          | Conférence Ouest                          | Conférence Ouest                          |
| Division Atlantique | Division Atlantique                       | Division Atlantique                       | Division Atlantique                       | Division Atlantique                       | Division Nord-Ouest                       | Division Nord-Ouest                       | Division Nord-Ouest                       |
| Équipe              | Domicile                                  | Domicile                                  | Extérieur                                 | Extérieur                                 | Équipe                                    | Domicile                                  | Extérieur                                 |
| ------------------- | ----------------------------------------- | ----------------------------------------- | ----------------------------------------- | ----------------------------------------- | ----------------------------------------- | ----------------------------------------- | ----------------------------------------- |
| Boston              | 96-114                                    | 105-113                                   | 108-129                                   | 120-129                                   | Denver                                    | 106-98                                    | 93-138                                    |
| Brooklyn            | 112-114                                   |                                           | 127-144                                   | 100-116                                   | Minnesota                                 | 131-123                                   | 123-120 (OT)                              |
| New York            | 107-112                                   | 91-106                                    | 107-126                                   | 114-107                                   | Oklahoma City                             | 142-126                                   | 109-124                                   |
| Philadelphie        | 129-127                                   | 130-122                                   | 92-113                                    | 123-121                                   | Portland                                  | 98-118                                    | 111-120                                   |
| Toronto             | 108-124                                   | 101-119                                   | 101-104                                   |                                           | Utah                                      | 117-114                                   | 112-128                                   |
|                     | 2–7                                       | 2–7                                       | 2–7                                       | 2–7                                       |                                           | 4–1                                       | 1–4                                       |
| Division            | 4–14                                      | 4–14                                      | 4–14                                      | 4–14                                      | Division                                  | 5–5                                       | 5–5                                       |
| Division Centrale   | Division Centrale                         | Division Centrale                         | Division Centrale                         | Division Centrale                         | Division Pacifique                        | Division Pacifique                        | Division Pacifique                        |
| Équipe              | Domicile                                  | Domicile                                  | Extérieur                                 | Extérieur                                 | Équipe                                    | Domicile                                  | Extérieur                                 |
| Chicago             | 85-97                                     | 161-168 (4OT)                             | 121-101                                   | 123-118                                   | Golden State                              | 111-128                                   | 103-110                                   |
| Cleveland           | 111-108                                   |                                           | 133-111                                   | 114-136                                   | L.A. Clippers                             | 119-127                                   | 123-118                                   |
| Detroit             | 109-124                                   | 122-125                                   | 98-95                                     |                                           | L.A. Lakers                               | 117-113                                   | 106-107                                   |
| Indiana             | 121-129                                   | 134-135                                   | 89-97                                     | 108-116                                   | Phoenix                                   | 120-112                                   | 118-112                                   |
| Milwaukee           | 114-133                                   | 136-135 (OT)                              | 112-144                                   | 107-115                                   | Sacramento                                | 115-146                                   | 113-135                                   |
|                     | 2–7                                       | 2–7                                       | 4–5                                       | 4–5                                       |                                           | 2–3                                       | 2–3                                       |
| Division            | 6–12                                      | 6–12                                      | 6–12                                      | 6–12                                      | Division                                  | 4–6                                       | 4–6                                       |
| Division Sud-Est    | Division Sud-Est                          | Division Sud-Est                          | Division Sud-Est                          | Division Sud-Est                          | Division Sud-Ouest                        | Division Sud-Ouest                        | Division Sud-Ouest                        |
| Équipe              | Domicile                                  | Domicile                                  | Extérieur                                 | Extérieur                                 | Équipe                                    | Domicile                                  | Extérieur                                 |
|                     |                                           |                                           |                                           |                                           | Dallas                                    | 111-104                                   | 107-114                                   |
| Charlotte           | 124-123                                   | 120-129                                   | 102-113                                   | 94-108                                    | Houston                                   | 105-121                                   | 111-119                                   |
| Miami               | 123-118                                   | 106-82                                    | 115-113                                   | 113-114                                   | Memphis                                   | 132-111                                   | 117-131                                   |
| Orlando             | 103-122                                   | 108-124                                   | 91-101                                    | 113-149                                   | La Nouvelle-Orléans                       | 128-116                                   | 130-120                                   |
| Washington          | 117-131                                   | 118-110                                   | 98-114                                    | 137-129                                   | San Antonio                               | 104-111                                   | 111-117                                   |
|                     | 4–4                                       | 4–4                                       | 2–6                                       | 2–6                                       |                                           | 3–2                                       | 1–4                                       |
| Division            | 6–10                                      | 6–10                                      | 6–10                                      | 6–10                                      | Division                                  | 4–6                                       | 4–6                                       |
| Conférence          | 16–36 (Domicile: 8–18; Extérieur: 8–18)   | 16–36 (Domicile: 8–18; Extérieur: 8–18)   | 16–36 (Domicile: 8–18; Extérieur: 8–18)   | 16–36 (Domicile: 8–18; Extérieur: 8–18)   | Conférence                                | 13–17 (Domicile: 9–6; Extérieur: 4–11)    | 13–17 (Domicile: 9–6; Extérieur: 4–11)    |
| Total               | 29–53 (Domicile: 17–24; Extérieur: 12–29) | 29–53 (Domicile: 17–24; Extérieur: 12–29) | 29–53 (Domicile: 17–24; Extérieur: 12–29) | 29–53 (Domicile: 17–24; Extérieur: 12–29) | 29–53 (Domicile: 17–24; Extérieur: 12–29) | 29–53 (Domicile: 17–24; Extérieur: 12–29) | 29–53 (Domicile: 17–24; Extérieur: 12–29) |

## Classements de la saison régulière
| Conférence Est | Conférence Est         | Conférence Est | Conférence Est | Conférence Est | Conférence Est | Conférence Est | Conférence Est |
| No             | Franchise              | Vic.           | Déf.           | MJ             | V/D            | GB             |                |
| -------------- | ---------------------- | -------------- | -------------- | -------------- | -------------- | -------------- | -------------- |
| 1              | Bucks de Milwaukee     | 60             | 22             | 82             | .732           | –              |                |
| 2              | Raptors de Toronto     | 58             | 24             | 82             | .707           | 2              |                |
| 3              | 76ers de Philadelphie  | 51             | 31             | 82             | .622           | 9              |                |
| 4              | Celtics de Boston      | 49             | 33             | 82             | .598           | 11             |                |
| 5              | Pacers de l'Indiana    | 48             | 34             | 82             | .585           | 12             |                |
| 6              | Nets de Brooklyn       | 42             | 40             | 82             | .512           | 18             |                |
| 7              | Magic d'Orlando        | 42             | 40             | 82             | .512           | 18             |                |
| 8              | Pistons de Détroit     | 41             | 41             | 82             | .500           | 19             |                |
|                |                        |                |                |                |                |                |                |
| 9              | Hornets de Charlotte   | 39             | 43             | 82             | .476           | 21             |                |
| 10             | Heat de Miami          | 39             | 43             | 82             | .476           | 21             |                |
| 11             | Wizards de Washington  | 32             | 50             | 82             | .390           | 28             |                |
| 12             | Hawks d'Atlanta        | 29             | 53             | 82             | .354           | 31             |                |
| 13             | Bulls de Chicago       | 22             | 60             | 82             | .268           | 38             |                |
| 14             | Cavaliers de Cleveland | 19             | 63             | 82             | .232           | 41             |                |
| 15             | Knicks de New York     | 17             | 65             | 82             | .207           | 43             |                |

| Division Sud-Est         | V  | D  | MJ | V/D  | GB | Dom   | Ext   | Div  |
| ------------------------ | -- | -- | -- | ---- | -- | ----- | ----- | ---- |
| Magic d'Orlando (7)      | 42 | 40 | 82 | .512 | –  | 25–16 | 17–24 | 10–6 |
| Hornets de Charlotte (9) | 39 | 43 | 82 | .476 | 3  | 25–16 | 14–27 | 10–6 |
| Heat de Miami (10)       | 39 | 43 | 82 | .476 | 3  | 19–22 | 20–21 | 7–9  |
| Washington Wizards (11)  | 32 | 50 | 82 | .390 | 10 | 22–19 | 10–31 | 7–9  |
| Hawks d'Atlanta (12)     | 29 | 53 | 82 | .354 | 13 | 17–24 | 12–29 | 6–10 |

## Effectif

### Effectif actuel
| Hawks d'Atlanta Effectif en fin de saison régulière            |    |                        |                     |                 |
| Entraîneur : Lloyd Pierce                                      |    |                        |                     |                 |
| Meneur                                                         | 10 | Drapeau des États-Unis | Jaylen Adams (R)    | St. Bonaventure |
| Arrière / Ailier                                               | 1  | Drapeau des États-Unis | Justin Anderson     | Virginia        |
| Arrière / Ailier                                               | 24 | Drapeau des États-Unis | Kent Bazemore       | Old Dominion    |
| Arrière / Ailier                                               | 95 | Drapeau des États-Unis | DeAndre' Bembry     | Saint-Joseph    |
| Arrière / Ailier                                               | 15 | Drapeau des États-Unis | Vince Carter        | North Carolina  |
| Ailier fort                                                    | 20 | Drapeau des États-Unis | John Collins        | Wake Forest     |
| Ailier fort / Pivot                                            | 4  | Drapeau des États-Unis | Deyonta Davis       | Michigan State  |
| Pivot                                                          | 14 | Drapeau des États-Unis | Dewayne Dedmon      | USC             |
| Arrière                                                        | 3  | Drapeau des États-Unis | Kevin Huerter (R)   | Maryland        |
| Ailier fort / Pivot                                            | 8  | Drapeau de l'Australie | Isaac Humphries (R) | Kentucky        |
| Pivot                                                          | 25 | Drapeau de l'Ukraine   | Alex Len            | Maryland        |
| Ailier fort / Pivot                                            | 18 | Drapeau des États-Unis | Miles Plumlee       | Duke            |
| Ailier / Ailier fort                                           | 22 | Drapeau des États-Unis | Alex Poythress (TW) | Kentucky        |
| Ailier                                                         | 12 | Drapeau des États-Unis | Taurean Prince      | Baylor          |
| Ailier fort                                                    | 6  | Drapeau des États-Unis | Omari Spellman (R)  | Villanova       |
| Meneur                                                         | 11 | Drapeau des États-Unis | Trae Young (R)      | Oklahoma        |
| (C) - Capitaine, (R) - Rookie, (TW) - Two-way contract, Blessé |    |                        |                     |                 |

## Transactions

### Échanges
Tableau à expliciter[pas clair]
| 21 juin 2018 (Jour de la draft) | A Hawks d'AtlantaDroits sur Trae Young (#5) Premier tour de draft 2019 (Top 5 protégé)                                                    | A Mavericks de DallasDroits sur Luka Dončić (#3)                                                        |
| 21 juin 2018 (Jour de la draft) | A Hawks d'AtlantaSecond tour de draft 2019 Second tour de draft 2023                                                                      | A Hornets de CharlotteDroits sur Devonte' Graham (#34)                                                  |
| 13 juillet 2018                 | A Hawks d'AtlantaJeremy Lin Droit d'échange sur le second tour de draft 2023 Second tour de draft 2025                                    | A Nets de BrooklynSecond tour de draft 2020 de Portland (protégé) Droits sur Isaïa Cordinier (2016 #44) |
| 25 juillet 2018                 | A Hawks d'AtlantaCarmelo Anthony (D'Oklahoma City) Justin Anderson (De Philadelphie) Premier tour de draft 2022 protégé (D'Oklahoma City) | A 76ers de PhiladelphieMike Muscala (D'Atlanta)                                                         |
| 25 juillet 2018                 | A Thunder d'Oklahoma CityDennis Schröder (D'Atlanta) Timothé Luwawu-Cabarrot (De Philadelphie)                                            | |
| 7 février 2019                  | A Hawks d'AtlantaJabari Bird Compensation financière de 2 055 910 $                                                                       | A Celtics de BostonSecond tour de draft 2020 (protégé)                                                  |
| 7 février 2019                  | A Hawks d'AtlantaShelvin Mack | A Grizzlies de MemphisTyler Dorsey                                                                      |

### Options dans les contrats
| Date       | Joueur          | Option                                                                           |
| ---------- | --------------- | -------------------------------------------------------------------------------- |
| 20/06/2018 | Dewayne Dedmon  | Dewayne Dedmon exerce son option joueur de 6 300 000 $ pour la saison 2018-2019. |
| 24/06/2018 | Mike Muscala    | Mike Muscala exerce son option joueur de 5 000 000 $ pour la saison 2018-2019.   |
| 15/10/2018 | DeAndre' Bembry | Atlanta active son option d'équipe de 2 603 982 $ pour la saison 2019-2020.      |
| 15/10/2018 | John Collins    | Atlanta active son option d'équipe de 2 686 560 $ pour la saison 2019-2020.      |
| 15/10/2018 | Taurean Prince  | Atlanta active son option d'équipe de 3 481 986 $ pour la saison 2019-2020.      |

### Changement d’entraîneur
| Date       | Ancien entraîneur | Raison départ       | Date de signature | Nouvel entraîneur | Provenance            |
| ---------- | ----------------- | ------------------- | ----------------- | ----------------- | --------------------- |
| 25/04/2018 | Mike Budenholzer  | Consentement mutuel | 11/05/2018        | Lloyd Pierce      | 76ers de Philadelphie |

### Arrivés

#### Draft
| Date       | Joueur         | Contrat                                   | Provenance                   |
| ---------- | -------------- | ----------------------------------------- | ---------------------------- |
| 01/07/2018 | Kevin Huerter  | Contrat rookie de 11 902 517 $ sur 4 ans. | Terrapins du Maryland (NCAA) |
| 01/07/2018 | Omari Spellman | Contrat rookie de 9 095 405 $ sur 4 ans.  | Wildcats de Villanova (NCAA) |
| 01/07/2018 | Trae Young     | Contrat rookie de 26 527 711 $ sur 4 ans. | Sooners de l'Oklahoma (NCAA) |

#### Agent libre
| Date       | Joueur          | Contrat                                                                                        | Provenance                     |
| ---------- | --------------- | ---------------------------------------------------------------------------------------------- | ------------------------------ |
| 03/08/2018 | Alex Len        | Contrat de 1 349 383 $ sur 1 an.                                                               | Suns de Phoenix                |
| 20/08/2018 | Daniel Hamilton | Contrat de 1 349 383 $ sur 1 an.                                                               | Thunder d'Oklahoma City        |
| 24/08/2018 | Vince Carter    | Contrat de 2 393 887 $ sur 1 an.                                                               | Kings de Sacramento            |
| 20/02/2019 | Jaylen Adams    | Contrat partiellement garanti de 1 653 706 $ sur 2 ans. (Two-way contract converti en contrat) | Hawks d'Atlanta                |
| 01/04/2019 | Isaac Humphries | Contrat de 47 371 $ jusqu'à la fin de la saison.                                               | BayHawks d'Érié (NBA G-League) |
| 08/04/2019 | Deyonta Davis   | Contrat partiellement garanti de 1 670 994 $ sur 2 ans.                                        | Hawks d'Atlanta                |

#### Two-way contract
| Date       | Joueur         | Provenance                     |
| ---------- | -------------- | ------------------------------ |
| 01/07/2018 | Jaylen Adams   | St. Bonaventure Bonnies (NCAA) |
| 20/08/2018 | Alex Poythress | Pacers de l'Indiana            |

#### Contrats de 10 jours
| Date       | Joueur        | Contrat                                  | Provenance                            |
| ---------- | ------------- | ---------------------------------------- | ------------------------------------- |
| 20/02/2019 | Jordan Sibert | Contrat de 47 371 $ sur 10 jours.        | BayHawks d'Érié (NBA G-League)        |
| 01/03/2019 | B. J. Johnson | Contrat de 47 371 $ sur 10 jours.        | Magic de Lakeland (NBA G-League)      |
| 08/03/2019 | Tyler Zeller  | Contrat de 106 974 $ sur 10 jours.       | Bucks de Milwaukee                    |
| 12/03/2019 | B. J. Johnson | Second contrat de 47 371 $ sur 10 jours. | Hawks d'Atlanta                       |
| 19/03/2019 | Deyonta Davis | Contrat de 85 458 $ sur 10 jours.        | Warriors de Santa Cruz (NBA G-League) |
| 29/03/2019 | Deyonta Davis | Second contrat de 85 458 $ sur 10 jours. | Hawks d'Atlanta                       |

#### Camps d'entraînement
| Date       | Joueur          | Contrat                                      | Provenance                |
| ---------- | --------------- | -------------------------------------------- | ------------------------- |
| 30/08/2018 | Thomas Robinson | Contrat non garanti de 1 757 429 $ sur 1 an. | BC Khimki Moscou          |
| 07/09/2018 | R. J. Hunter    | Contrat non garanti de 1 567 007 $ sur 1 an. | Rockets de Houston        |
| 18/09/2018 | Cole Aldrich    | Contrat non garanti de 2 165 481 $ sur 1 an. | Timberwolves du Minnesota |
| 08/10/2018 | Isaac Humphries | Contrat non garanti de 838 464 $ sur 1 an.   | KK FMP Belgrade           |
| 09/10/2018 | C.J. Anderson   | Contrat non garanti de 838 464 $ sur 1 an.   | Minutemen d'UMass (NCAA)  |

### Départs

#### Agents libres
| Date       | Joueur          | Nouvelle équipe ¹         |
| ---------- | --------------- | ------------------------- |
| 14/07/2018 | Damion Lee      | Warriors de Golden State  |
| 27/07/2018 | Josh Magette    | KK Cedevita               |
| 28/07/2018 | Malcolm Delaney | Guangdong Southern Tigers |
| 02/08/2018 | Andrew White    | Afyon Belediye S.K.       |
| 21/08/2018 | Jeremy Evans    | Darüşşafaka               |

¹ Il s'agit de l’équipe pour laquelle le joueur a signé après son départ, il a pu entre-temps changer d'équipe ou encore de pays.

#### Joueurs coupés
| Date       | Joueur             | Nouvelle équipe ¹             |
| ---------- | ------------------ | ----------------------------- |
| 11/05/2018 | Tyler Cavanaugh    | Jazz de l'Utah                |
| 30/06/2018 | Isaiah Taylor      | Cavaliers de Cleveland        |
| 19/07/2018 | Jaylen Morris      | Auxilium Pallacanestro Torino |
| 21/07/2018 | Antonius Cleveland | Bulls de Chicago              |
| 30/07/2018 | Carmelo Anthony    | Rockets de Houston            |
| 07/02/2019 | Daniel Hamilton    |                               |
| 08/02/2019 | Jabari Bird        |                               |
| 08/02/2019 | Shelvin Mack       | Hornets de Charlotte          |
| 11/02/2019 | Jeremy Lin         | Raptors de Toronto            |

¹ Il s'agit de l’équipe pour laquelle le joueur a signé après son départ, il a pu entre-temps changer d'équipe ou encore de pays.

#### Non retenu après les camps d’entraînements
| Joueur          |
| --------------- |
| Cole Aldrich    |
| C.J. Anderson   |
| Isaac Humphries |
| R. J. Hunter    |
| Thomas Robinson |

## Joueurs "agents libres" à la fin de la saison
| Joueur          | Fin de saison         |
| --------------- | --------------------- |
| Justin Anderson | Agent libre restreint |
| Vince Carter    | Agent libre           |
| Dewayne Dedmon  | Agent libre           |
| Isaac Humphries | Agent libre restreint |
| Alex Poythress  | Agent libre restreint |